# 即興饒舌
即興饒舌，又稱花式饒舌、自由说唱，經常用來形容臨場即興的說唱方式，其歌詞很少預先寫好，全靠表演者即兴發揮，有時會配合伴奏和強烈節拍將內容唱出，因此中文翻譯成「即興饒舌」；但在早期發展中，freestyle的表演者有時會預先寫好歌詞，以展現較複雜的說唱技，所以有「花式饒舌」的名字。目前兩個譯名在華文樂壇中均有使用。

## 用處
花式饒舌的用處包括是娛樂、介紹自己、表演自己多才多藝的一面，並作為一種精神活動 。花式饒舌也是用來為專輯的錄製歌曲或Mixtapes

## 代表人物
- Juice Wrld
- Eminem
- 德瑞博士
- Snoop Dogg
- 2PAC
- BIGGIE
- MC Jin

台灣 battle MC
- BR
- 爆音
- q毛萬
- 柯蕭KE
- PG ONE
- genius
- Dr.P
- 8TM
- Tball
- BD
- Jazpig
- Ty.唐翊(哈伯北/南)
- 鴨頭
- 小羊
- 青蛙